# Hedy Epstein

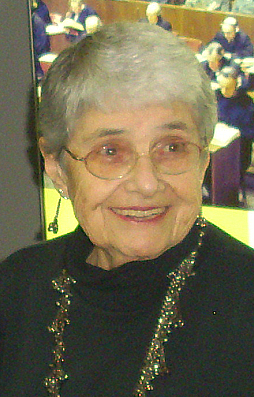
Hedy Epstein bei der Eröffnung der Dauerausstellung Memorium Nürnberger Prozesse (2010)

Hedy Epstein (geborene Wachenheimer; * 15. August 1924 in Freiburg im Breisgau; † 26. Mai 2016 in St. Louis, Missouri) war eine deutsch-US-amerikanische Bürgerrechtlerin.

## Leben
Sie wuchs in Kippenheim auf. Als sie acht Jahre alt war, kamen die Nationalsozialisten an die Macht. 1938 musste sie wegen ihrer jüdischen Herkunft die Schule verlassen. Ihr Vater wurde während der Novemberpogrome 1938 für vier Wochen in das KZ Dachau gebracht. Die Eltern versuchten verzweifelt, Deutschland zu verlassen, doch sie scheiterten an den Einreisebedingungen verschiedener Länder, da niemand für sie bürgen wollte. Nachdem es der Familie gelungen war, Hedy 1939 mit einem Kindertransport nach England zu schicken, wurden die restlichen Familienangehörigen 1940 mit der Wagner-Bürckel-Aktion in das Konzentrationslager Camp de Gurs nach Frankreich deportiert und 1942 nach Auschwitz. Die letzten Lebenszeichen ihrer Eltern bekam sie im selben Jahr.
In England wurde sie in einer Gastfamilie aufgenommen, fand sich dort aber nicht zurecht. Sie zog in ein Mädchenheim. In der Nachbarschaft fand sie Kontakt zu einer Gruppe der Londoner FDJ, der sie sich im Sommer 1943 anschloss. Mit politischen Freundinnen zog sie in eine Wohngemeinschaft und nahm an politischen Arbeitskreisen teil. Ihren Entschluss, in einer kriegswichtigen Produktionsstätte zu arbeiten, begründete sie damit, endlich etwas gegen NS-Deutschland unternehmen zu können.
1945 kehrte Hedy Epstein nach Deutschland zurück, um bei dem Nürnberger Ärzteprozess als Übersetzerin zu arbeiten und nach ihren Eltern zu suchen. 1948 wanderte sie in die USA aus. 1953, als bereits die McCarthy-Ära und der Kalte Krieg das Klima in den USA prägten, stellte sie einen Antrag auf Einbürgerung, der erst nach jahrelangen Befragungen zu ihrer Mitgliedschaft in der FDJ 1960 bewilligt wurde.
In den USA arbeitete sie in einer Rechtsanwaltskanzlei, engagierte sich für Opfer von Diskriminierungen und für die Rechte rassistisch ausgegrenzter Menschen. In den 1970er Jahren betreute sie rechtlich Vietnamkriegsdeserteure. Ende Dezember 2009 beteiligte sie sich mit etwa 1400 Aktivisten aus aller Welt am „Gaza Freedom March“ und trat in Ägypten in den Hungerstreik, da den Aktivisten die Einreise über Rafah in den Gazastreifen verweigert wurde; es war ihr dritter Versuch, nach Gaza zu gelangen. Beginnend im Jahr 2003 reiste sie mehrfach ins Westjordanland um sich für die Rechte der Palästinenser einzusetzen. Im Mai 2010 unterstützte sie den internationalen Hilfskonvoi von Free Gaza Movement, der nach Auffassung Israels rechtswidrig war, weswegen der Konvoi vom Militär aufgebracht wurde (Ship-to-Gaza-Zwischenfall).
Hedy Epstein engagierte sich politisch wie sozial unter anderem in der Antirassismus- und Friedensbewegung. Sie berichtete auf zahlreichen Veranstaltungen über ihr Leben und erinnerte an die Judenverfolgung durch die Nationalsozialisten.
Im August 2014 beteiligte sie sich an den Protesten im Zusammenhang mit dem Tod von Michael Brown und wurde von der Polizei verhaftet.
Sie lebte in St. Louis, USA, wo sie im Mai 2016 starb.

## Schriften
- Patterns of discrimination. St. Louis, Mo. : Greater St. Louis Committee for Freedom of Residence, 1970.
- Erinnern ist nicht genug. Autobiographie. Unrast Verlag, Münster 1999, ISBN 3-928300-86-5.

## Dokumentarfilme
- Kindertransport – von Deborah Oppenheimer und Mark Jonathan Harris – Bei der Oscarverleihung am 25. März 2001 als „Bester Dokumentarfilm“ ausgezeichnet[8]
- Twenty-one Moabit – von Atilio Menéndez – Hedy Epstein ist Gastsprecherin bei einem Theaterprojekt mit Jugendlichen aus Berlin.[9]